# Angads Airport
Angads Airport (Arabisch:مطار وجدة أنجاد) is een vliegveld bij de stad Oujda, Marokko.
Oujda is een universiteitsstad aan de grens met Algerije en is tevens het eindpunt van de oost-westspoorlijn naar Casablanca en Rabat.

## Statistieken
Vanwege een beveiligingsprobleem met de MediaWiki Graph-software is het momenteel niet mogelijk deze grafiek weer te geven. Zodra de software is bijgewerkt zal de grafiek vanzelf weer zichtbaar worden.
| Verkeerstype    | 2008    | 2007    | 2006    | 2005    | 2004    | 2003    | 2002    |
| --------------- | ------- | ------- | ------- | ------- | ------- | ------- | ------- |
| Vliegbewegingen | 3804    | 3546    | 3108    | 3316    | 3031    | 2303    | 2199    |
| Passagiers      | 367.156 | 315.006 | 242.080 | 225.444 | 193.036 | 180.406 | 168.385 |
| Vracht (Tons)   | 487,10  | 396,87  | 451,09  | 202,08  | 197,14  | 260,99  | 618,10  |

## Luchtvaartmaatschappijen en bestemmingen
- TUI Airlines - Eindhoven, Rotterdam, Brussel, Charleroi, Luik, Paris Orly, Lille
- Royal Air Maroc - Al-Hoceima, Amsterdam, Brussel, Casablanca, Marseille, Parijs-Orly
- Royal Air Maroc Express - Casablanca
- Air Arabia - Murcia, Marseille, Toulouse en Parijs Charles De Gaulle
- Ryanair - Dusseldorf Weeze, Brussels South-Charleroi, Barcelona El Prat, Sevilla, Lisbon, Parijs Beauvais, Marseille, Bordeaux en Toulouse
- Transavia - Parijs-Orly
- ASL Airlines - Bastia Poretta, Parijs-Orly, Parijs CDG en Strasbourg Entzheim
- Smartlynx Airlines - Amsterdam